# Venonia
Venonia là một chi nhện trong họ Lycosidae.